# Prajapati (hinduism)
För andra betydelser, se Prajapati.

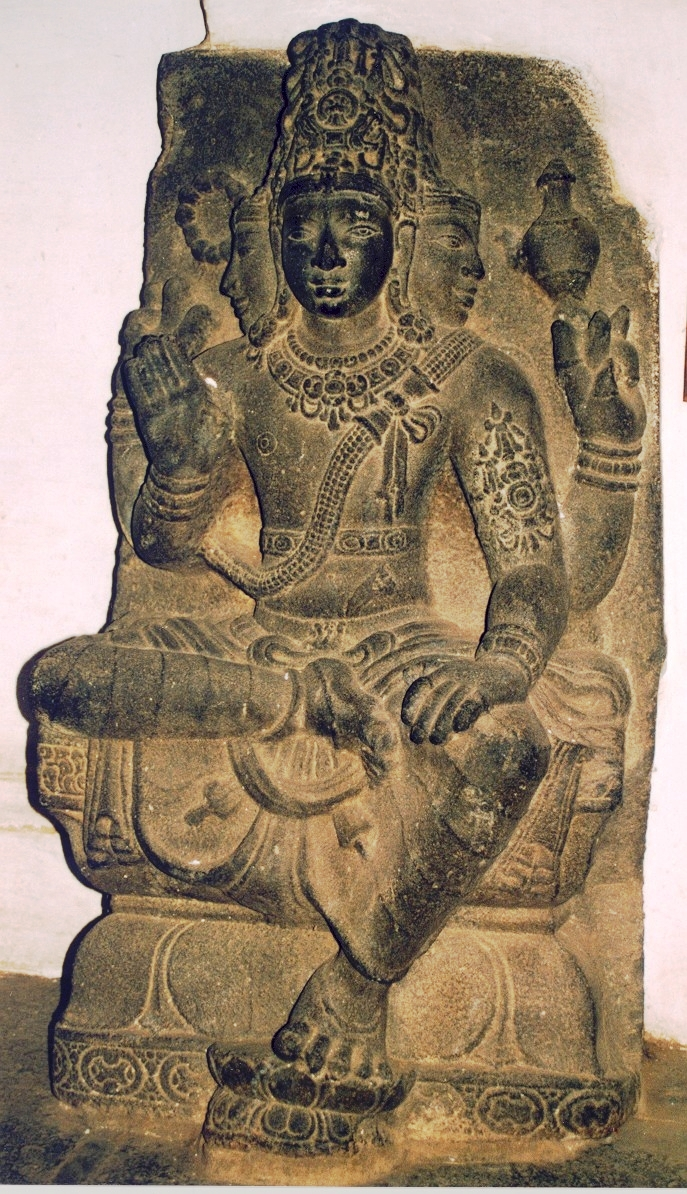

Prajapati är en skapelsegudom ("skapelsens herre") i indisk mytologi som delar funktioner med Vishnu och Brahma. Prajapati själv alstrades fram ur vattnets preexistenta element. Han var den som formgav dygnet.
Det är guden prajapati som skapar himmel och jord genom att uttala vissa stavelser, som löd: "bhuh, detta ord blev jorden!"
Han besökte också jorden i form av Purusha enligt tidig Vedaskrift.